# انتقام (مجموعه تلویزیونی)
انتقام (به انگلیسی: Revenge) یک مجموعه تلویزیونی آمریکایی در ژانر آبکی ، داستان معمایی ، تریلر روانشناسانه است.

این سریال بر اساس رمان کنت مونت-کریستو ساخته شده است.

نسخه ترکی این سریال نیز در کشور ترکیه با نام انتقام ساخته شده است.